# Lestes rectangularis
Lestes rectangularis är en trollsländeart som beskrevs av Thomas Say 1839. Lestes rectangularis ingår i släktet Lestes och familjen glansflicksländor. Inga underarter finns listade i Catalogue of Life.

## Bildgalleri

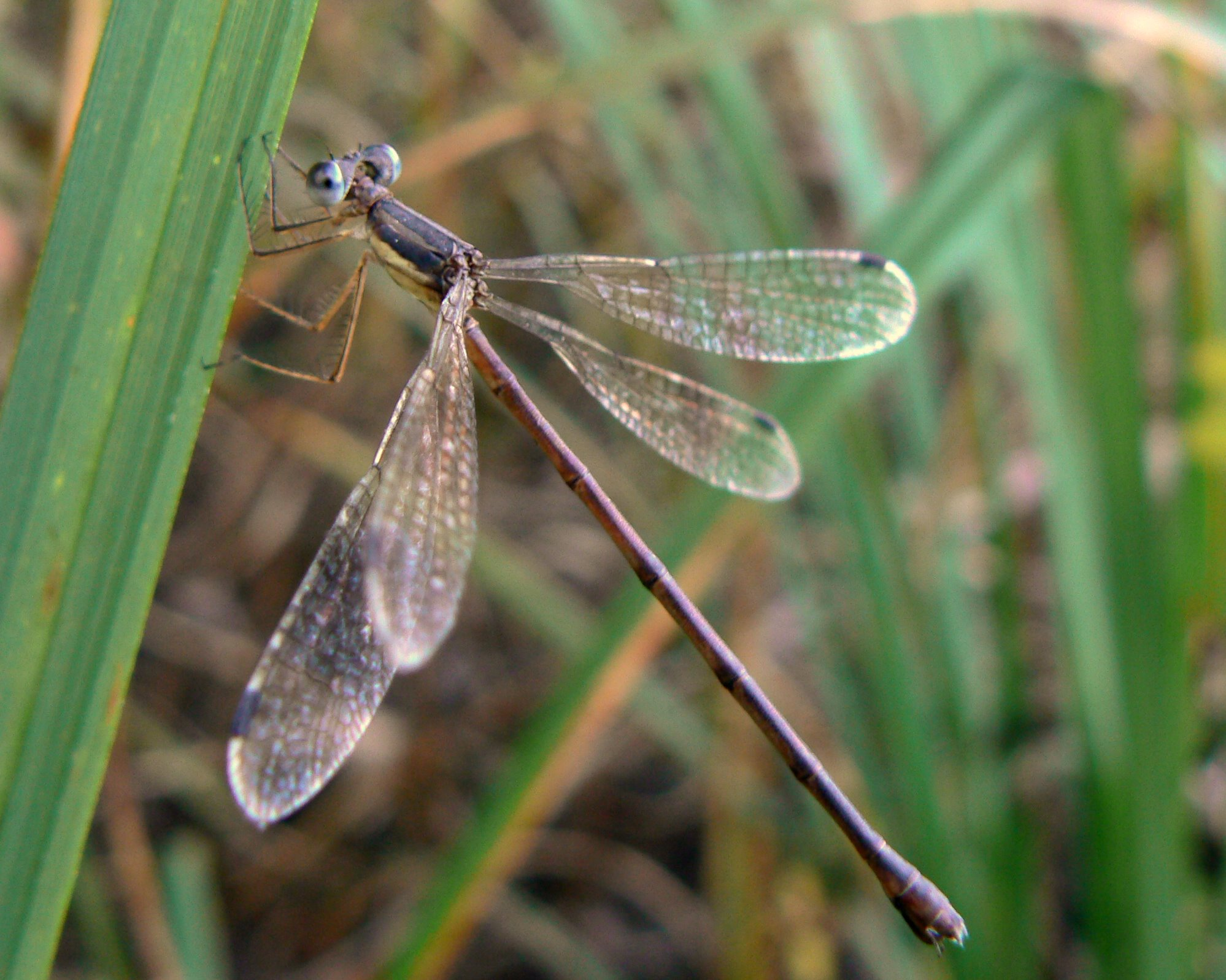
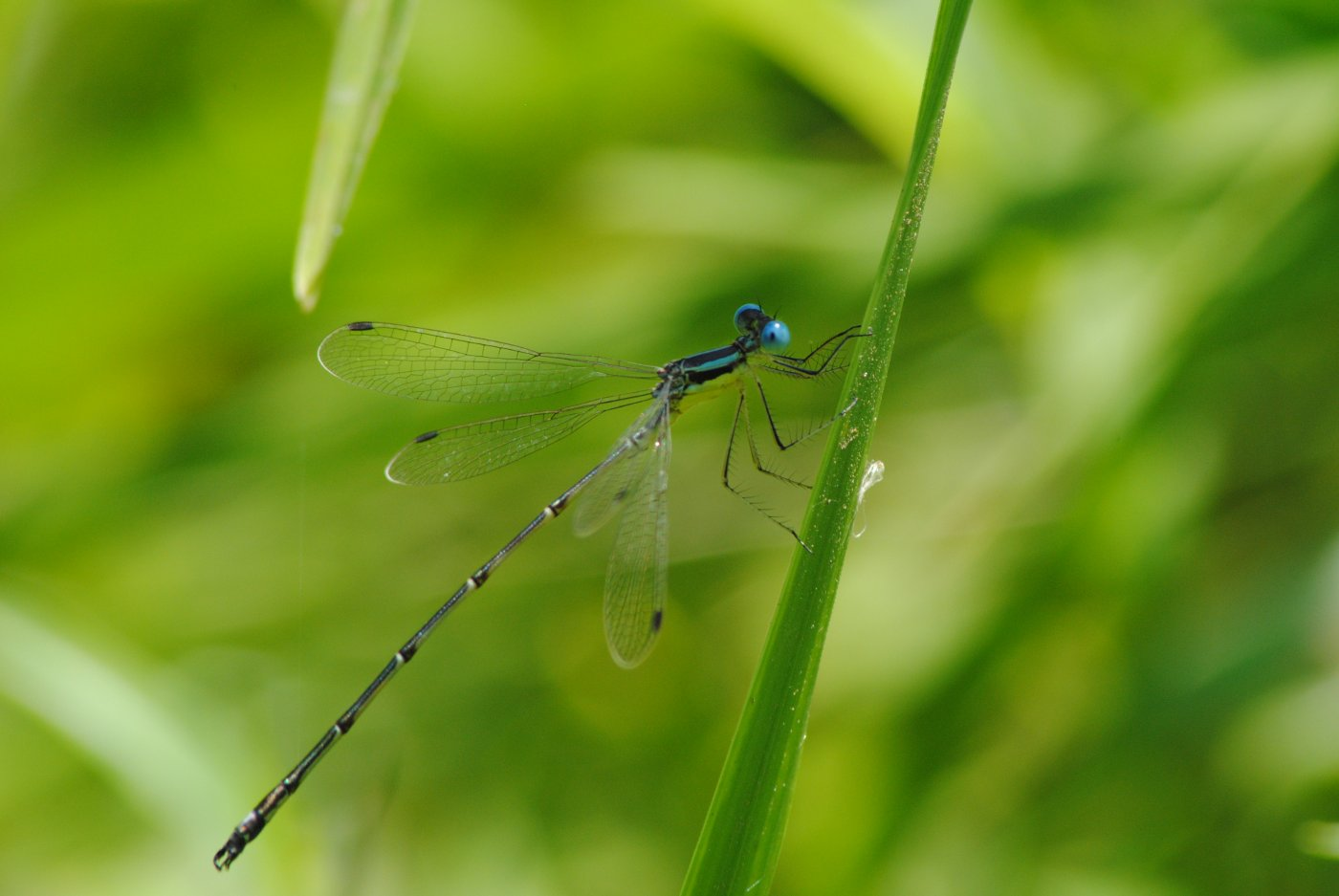